# Enceinte active
Une enceinte active est une enceinte pour laquelle l'amplification est située en aval du filtrage. 

## Appellation
Il est devenu fréquent, dans le langage courant, d'utiliser le terme d'enceinte active comme synonyme d'enceinte amplifiée (dans laquelle l'amplification est intégrée). En toute rigueur, il s'agit d'un abus de langage, car si les enceintes amplifiées sont presque toujours actives, l'inverse n'est pas vrai (dans quasiment tous les grands concerts les enceintes sont actives sans pour autant être amplifiées).

## Caractéristiques
Dans une enceinte classique (passive) les fréquences graves, médiums et aiguës sont séparées par un filtre passif LC et dirigées vers les haut-parleurs correspondants: woofer, médium, tweeter. En multiamplification (enceinte active), ces fréquences sont séparées avant l'amplification par un filtre, généralement actif, et chaque bande de fréquences est ensuite amplifiée séparément. 

Enceinte active analogique

Enceinte active numérique

Si le flux audio est un flux analogique déjà préamplifié, alors le flux est simplement filtré en fonction de la fréquence des haut-parleurs de l'enceinte. Puis chaque fréquence est amplifiée séparément pour attaquer un haut-parleur.
De plus en plus de flux audio étant numériques, les dernières générations d'enceintes sont numériques et acceptent en entrée un flux numérique. Celui-ci est alors filtré par un filtre numérique avant d'être amplifié. Les flux peuvent arriver soit en mode filaire, soit de plus en plus souvent directement en Wi-Fi sous forme de flux DLNA ou Airplay.
Une enceinte est un assemblage de plusieurs haut parleurs spécialisés dans des plages de fréquence données : graves, médium, aigus. Un haut parleur a besoin pour fonctionner correctement de ne recevoir que les fréquences pour lesquelles il est conçu. D'autant plus qu'un haut parleur d'aigus serait détruit par des fréquences basses, un haut parleur de grave s'en moque mais c'est alors au niveau de l'équilibre et de la qualité du son qu'il est nécessaire de filtrer. En câblage traditionnel, l'intégralité du spectre arrive par 2 fils à l'enceinte et attaque un filtre qui est chargé de couper les fréquences non adaptées au haut parleur vers lequel il enverra alors un signal filtré. On comprend très vite que la qualité de ce filtre, ses fréquences de coupure, et son adéquation avec les haut parleurs et avec l'enceinte en général, sont primordiaux. Il est clair également que ce procédé limite la puissance des enceintes à quelques centaines de watts, car il est impossible, compte tenu de ces contraintes, de réaliser un filtre supportant de fortes puissances sans surcoût disproportionné. 
La multiamplification est utilisée en sonorisation pro de manière quasi systématique et consiste à pratiquer le filtrage avant l'amplification (filtre actif avant amplification). Cela a de multiples avantages, en particulier de n'envoyer à un amplificateur qu'une partie du spectre sonore: il est prouvé qu'un ampli se comporte alors beaucoup mieux.  
De plus, on peut utiliser alors chaque haut parleur à des puissances supérieures à ce que permet la mono amplification. En effet, les haut parleurs d'aigus ne nécessitant que très peu de puissance par rapport à un haut parleur de grave à l'intérieur d'une enceinte, on voit qu'il est difficile en monoamplification d'optimiser la puissance reçue par chaque HP (issue d'un même ampli), alors qu'en multiamplification, c'est très simple et très efficace. L'inconvénient majeur est le coût bien sûr, car il faut par rapport au couple classique ampli enceintes de la monoamplification, un filtre actif, et un ampli spécialisé dans chaque bande de fréquence. De plus, le réglage est plus complexe et la moindre erreur peut détruire les haut parleurs. 

## Entreprises et marques
- ICOS audio/Prodisc
- PSI Audio
- Genelec
- AVLS Paris
- JBL
- RCF
- QSC
- PIONEER
- YAMAHA
- NEXO